# Dor pélvica crônica
Caracteriza-se dor pélvica crônica (DPC) como uma sensação dolorosa no andar inferior do abdome ou pelve, pelo período mínimo de seis meses, suficientemente intensa para levar a paciente a procurar atendimento médico. As mulheres com dor pélvica crônica possuem, geralmente, diversas comorbidades, desse modo, atualmente, a DPC é caracterizada como uma síndrome.

## Epidemiologia
Sua prevalência é estimada entre 15 a 20% das mulheres em idade reprodutiva,  nível semelhante ao da cefaleia. Representa, também, de 10 a 40% das indicações de laparoscopias e de 15 % das indicações de histerectomia.
No caso de homens, em 95% dos casos de prostatite, elas não são bacterianas, configurando em dor pélvica crônica, e em grande número por questões músculo esquelético.

## Etiologia
As causas de dor pélvica crônica podem ser divididas em ginecológicas e não ginecológicas. Entre as primeiras a endometriose ocupa lugar de destaque sendo encontrada em cerca de 40% dessas mulheres. Outras causas ginecológicas: Adenomiose, aderências pélvicas, leiomioma e varizes pélvicas. As causas não ginecológicas podem originar-se de diversos orgãos com topografia pélvica. As principais causas gastro-intestinais são a obstipação crônica e a síndrome do colon irritável. A cistite intersticial crônica é uma inflamação crônica na bexiga causando não apenas dor mais outros sintomas urinários. Vale lembrar também que frequentemente encontramos a associação de distúrbios músculo-esqueléticos com as outras já citadas.

## Diagnóstico
A principal arma no diagnóstico etiológico da dor pélvica crônica é a anamnese. Todos os aspectos do quadro álgico devem ser investigados. O tempo de duração, se houve progressão, se esta foi rápida ou lenta, cada sintoma associado durante o processo, medicamentos e tratamentos tentados e como foi a resposta a cada um deles. É importante lembrar que mais de 70% dessas mulheres possuem mais de um diagnóstico. Está informação é fundamental para o raciocínio durante a anamnese. De acordo com a suspeita diagnóstica, exames específicos e direcionados devem ser solicitados.

## Tratamento
O tratamento é estabelecido quando determinado(s) o(s) diagnóstico(s) etiológico(s) principal(is).
É obrigatório para o sucesso terapêutico que o tratamento seja multidisciplinar e não restrito ao ginecologista. Normalmente uma equipe adequado inclui fisioterapeuta pélvica, psicoterapeuta e psiquiatra.